# 2018年喀布爾救護車自殺式爆炸襲擊事件
2018喀布尔救护车自杀式爆炸袭击事件于2018年1月27日在阿富汗首都喀布尔市的Sidarat广场附近发生。在这场袭击中至少造成103人遇难，另有235人受伤。塔利班自称是造成这场袭击的幕后黑手。

## 事件经过
2018年1月27日，袭击者在中午繁忙時段于喀布尔一条繁忙的街道附近引爆了一辆装满爆炸物的救护车。 政府机关、Jamhuriat医院、商场和学校都靠近爆炸现场。 这是继2018年贾拉拉巴德袭击事件和2018年喀布尔洲际酒店袭击事件之后过去七天中发生的第三次重大袭击事件。
据当地政府官员说，袭击者将一枚炸弹藏在救护车里，并将其在第二个检查站引爆。 这次爆炸还摧毁了附近的车辆，商店和建筑物。
袭击事件发生在内政部的一座大楼附近的一条街上，当地人称之为“鸡街”。 许多政府机构在那里设有办事处，并在道路上设有安全检查站。意大利紧急援助组织Emergency的协调人员，将这次恐怖袭击事件描述为“大屠杀”。据报道，这辆车的司機声称接載一个病人到醫院，通过第一个安全检查站后，在第二个安全检查站附近停了下来。但当警方试图阻止车辆通过时，司机引爆了炸弹。据报道死者的亲属在太平间排队认领遗体。 这次袭击后就像当地发生了一次大屠杀，有许多不明身份的人的尸体就横七竖八地躺在那。
塔利班声称对这场袭击事件负责。 阿富汗政府将其定性为反人道主义行为，并指责巴基斯坦为恐怖袭击者提供支持。 而巴基斯坦则否认支持恐怖分子在阿富汗进行袭击。